# Juan Carlos Zabalza
Juan Carlos Zabalza (25 de agosto de 1940) es un bioquímico y político argentino, fue diputado de la Nación por la Provincia de Santa Fe del Frente Amplio Progresista y presidente del bloque en dicha Cámara del Partido Socialista.

## Biografía

### Estudios
Se recibió de bioquímico en la Universidad Nacional de Rosario.

### Trayectoria política
En 1972, fue cofundador junto a Hermes Binner, Antonio Bonfatti, Carlos Spini y Guillermo Estévez Boero del Partido Socialista Popular.
Fue Diputado Provincial de Santa Fe en 2 ciclos: 1987-1991 y 1991-1995.
Ocupó luego varios cargos en la Municipalidad de Rosario: Director de Relaciones Internacionales entre 1995 y 2001, Secretario General entre 2001 y 2003 y Secretario de Gobierno (2003-2007)
En el ciclo 2007-2011 se desempeñó como senador provincial de Santa Fe.
Desde 2011 hasta 2015 fue diputado de la Nación por la Provincia de Santa Fe del Frente Amplio Progresista y presidente del bloque en dicha Cámara del Partido Socialista. 
Actualmente es  Asesor de Gabinete en el gobierno de la provincia de Santa Fe.
Además fue integrante del Comité Ejecutivo Nacional del Partido Socialista entre 1972-1995 y 2008-2011.